# Eistalbahn
La Eistalbahn est une ligne de chemin de fer allemande traversant le Pfälzerwald et reliant ainsi Grünstadt à Enkenbach via Eisenberg (Pfalz). Entre la halte de l’Eiswoog et Enkenbach, la ligne est actuellement neutralisée. Entre Grünstadt et  Ramsen, il y a un service voyageurs qui est prolongé les samedis, dimanches et jours fériés jusqu'à la halte de l’Eiswoog.

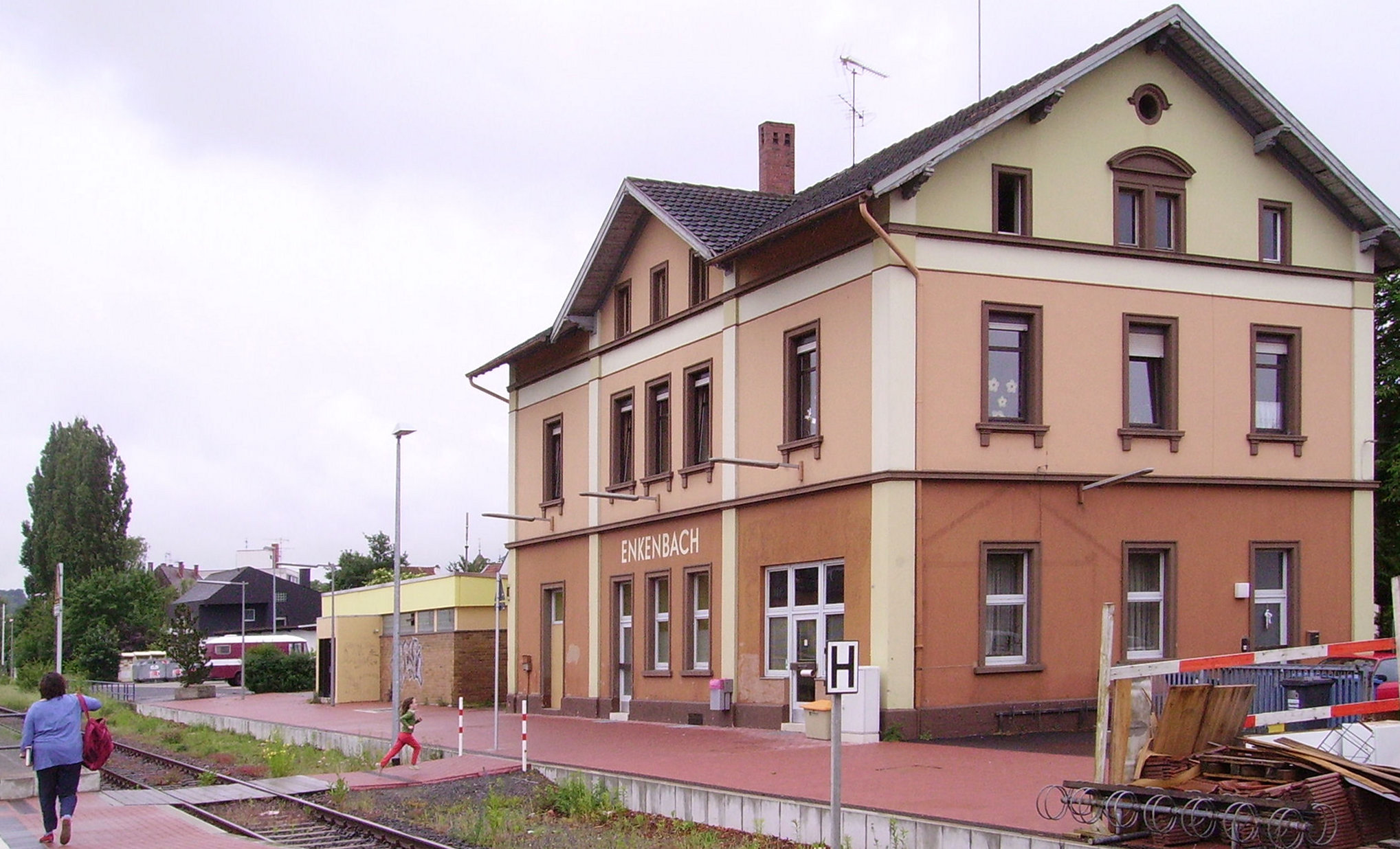
la gare de Enkenbach

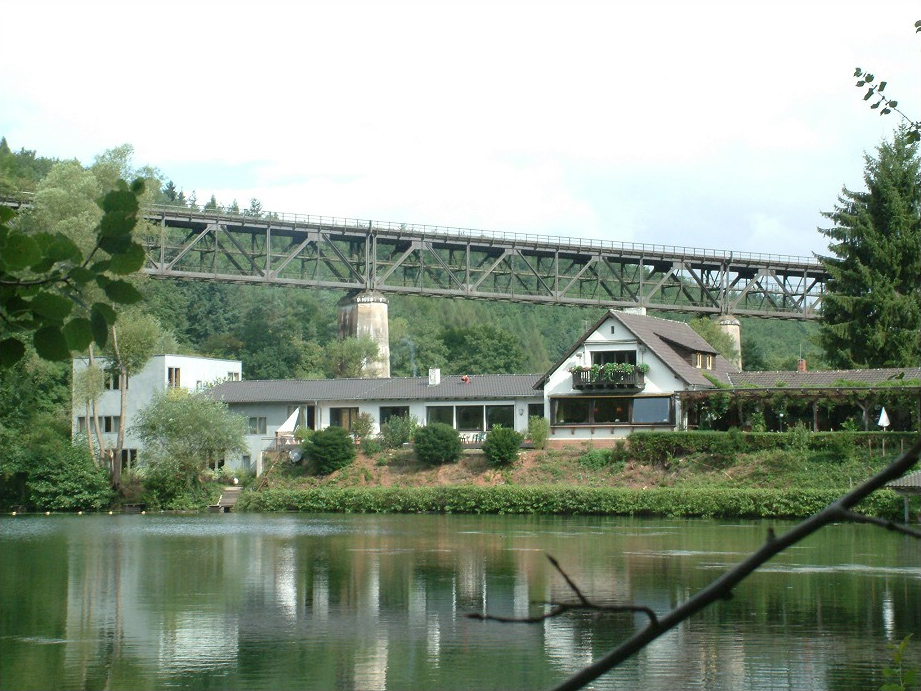
le viaduct du Eistal (Eistalviadukt) de la Eistalbahn